# 红河
23°21′56.33″N 103°22′22.02″E / 23.3656472°N 103.3727833°E

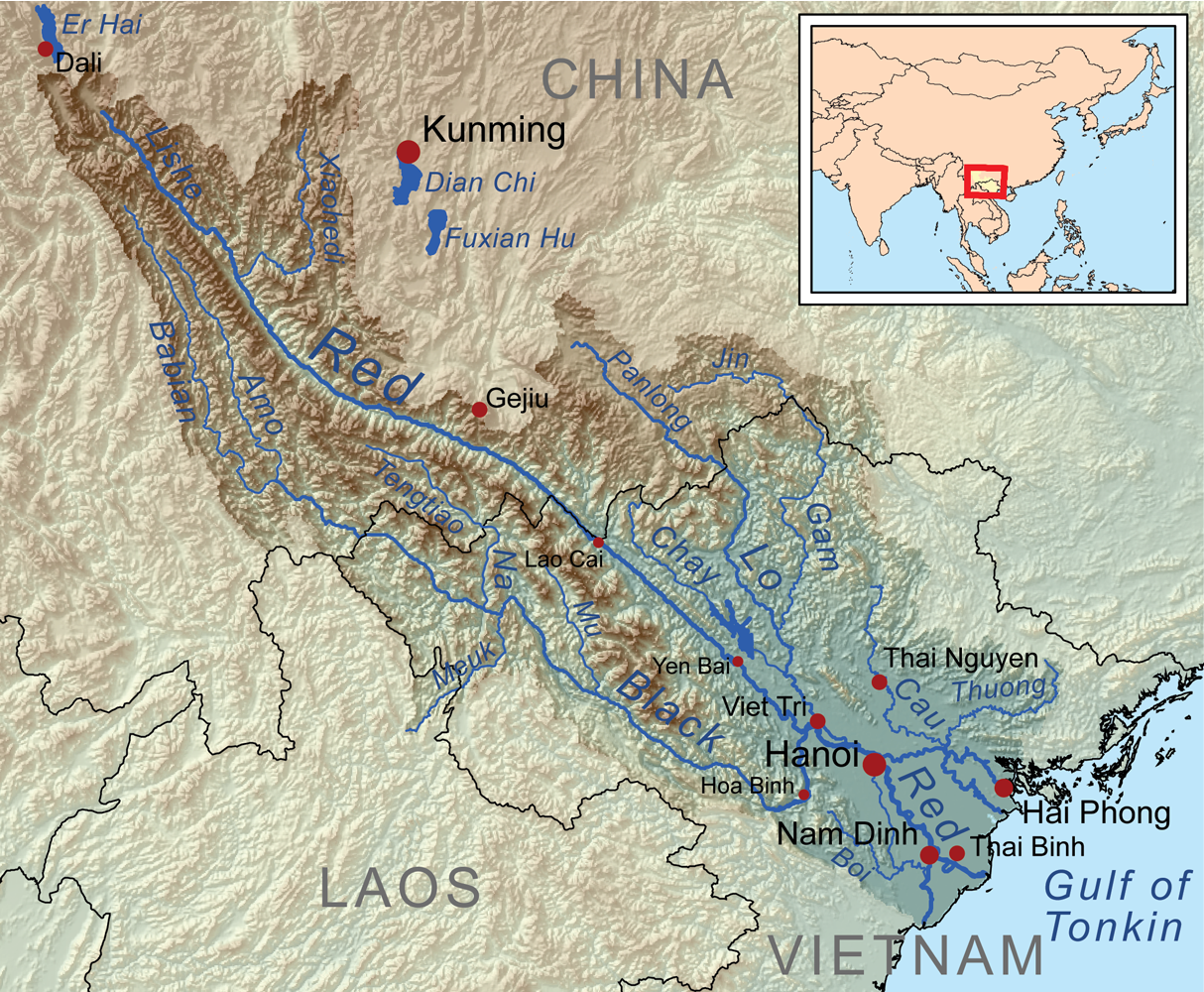
紅河流域

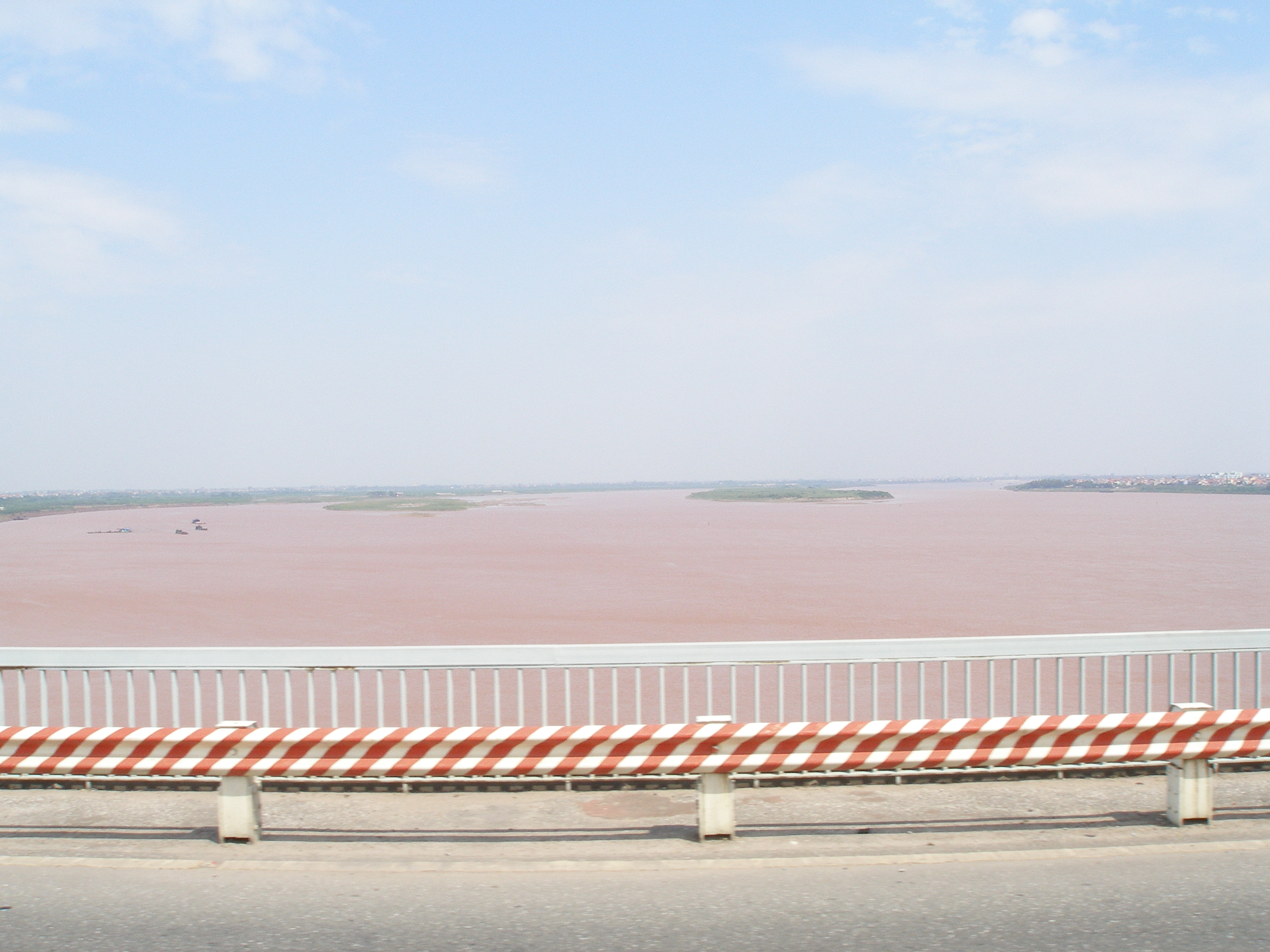
河內橋梁下的红河

红河（越南语：／），又名珥河（越南语：／），为中国、越南跨境水系，也是越南北部最大河流；由于流域多红色沙页岩地层，水呈红色，故称“红河”。红河呈西北-东南流向，全长1280公里，越南境内长508公里，流域面积75700平方公里；中国境内长627公里，流域面积76276平方公里。
在中国境内有干流红河（元江）及其最大支流李仙江（把边江），二江在越南境内越池市汇合，之后经越南首都河內及北部湾入南海。

## 源頭
红河源位于云南省大理州大理市与巍山县交界处，哀牢山脉最北端主脊上一个叫“额骨阿宝”，当地彝语，意为“弯弯曲曲的一条水的父亲”。

## 主要支流
以下由河口至源頭依序列出兩側主要支流：
- 紅河－元江：跨國河流，上游中國河段稱元江
  - 陇江（分流入太平江）
  - 瀘江：跨國河流，上游中國河段稱盘龙江
    - 沚江：跨國河流，有一段為越、中界河
      - 大梁子河：下游為越、中界河，上游位於中國境內
      - 河浦河：中國境內
      - 小白河：中國境內
      - 南北河：下游為越、中界河，上游位於中國境內
        - 南江河：下游為越、中界河，上游位於中國境內

    - 吟江：跨國河流，上游中國河段稱百都河
      - 儒桂河：跨國河流，上游中國河段稱普梅河或南利河（儒桂河為吟江最長源流）

    - 沔江：跨國河流，上游中國河段稱八布河

  - 沱江：跨國河流，上游中國河段稱李仙江
    - 南水河
    - 美克河：跨國河流，上游位於寮國境內
    - 南那河：跨國河流，上游中國河段稱藤条江
    - 南銀河
    - 阿墨江：位於中國境內

  - 南溪河：跨國河流，下游為越、中界河，上游位於中國境內
    - 壩吉河（壩結河）：跨國河流，下游為越、中界河，上游位於越南境內

  - 紅岩河（龍保河）：跨國河流，越、中界河
  - 綠汁江：位於中國境內